# Ceresi
I Ceresi (o Caeresi) erano un popolo celto-germanico, collegato tribù belghe.
I Ceresi vengono menzionati da Cesare, insieme a Condrusi, Eburoni e Pemani, tra quelle popolazioni germaniche che, in Gallia Belgica, nel 57 a.C., si unirono all'alleanza anti-romana, al comando del re dei Suessoni Galba, a cui fornirono 40.000 uomini.
Il formarsi della coalizione fece da preludio alla battaglia del fiume Sabis.
Cesare fornisce un elenco dettagliato dei popoli che presero parte all'alleanza, per un totale di 306.000 armati. Oltre ai 40.000 Germani erano rappresentati nell'alleanza i Bellovaci (con 60.000 armati), Suessioni (50.000 armati), Nervi (50.000), Atrebati (15.000), Ambiani (10.000), Morini (25.000), Menapi (7.000), Caleti (10.000), Veliocassi (10.000), Viromandui (10.000), Atuatuci (19.000). 